# 美國陸軍第二十一軍
美国陆军第21军（英語：XXI Corps）于1943年12月6日在美国路易斯安那州的波尔克军营组建，在第二次世界大战中，第21军在1945年1月中旬参战，共进行了116天的战斗。該军在第二次世界大战的指挥官为弗兰克·威廉·米尔本少将。

## 在法国东部的行动
第21军于1945年1月中旬参加战斗时从属于美国陆军第7集团军，任务是夺回在北风行动中被纳粹德国占领的土地。在1945年1月26日至2月16日时，該军由法国陆军第1集团军来指挥，第21军为肃清科尔马口袋的德国军队做出了贡献。
经过一段时间的休息后，第21军于1945年2月28日回到前线，并在1945年3月的第一个星期推进到了齐格菲防线附近。

## 德国和奥地利
经过5天的激战后，在1945年3月20日时，第21军突破了齐格菲防线并占领了纳粹德国的萨尔布吕肯，該军随后跟在陆军第15军的后面渡过了莱茵河，随后又渡过了美因河，在渡过美因河并进行了3天的激战之后，第21军在1945年4月5日时占领了维尔茨堡。在经过5天的激战后，第21军于1945年4月12日占领了施韦因富特，4月19日占领了安斯巴赫，該军随后渡过了多瑙河并于4月28日占领了奥格斯堡。1945年5月1日，第21军占领了巴德特尔茨并俘虏了德军元帅格特·冯·伦德施泰特。1945年5月3日，第21军进入奥地利并沿着因河前进，一直到1945年5月6日德军部队无条件投降为止。

## 二战之后
美国陆军第21军为二战中在莱茵兰、阿登、阿尔萨斯、中欧地区的作战受到了表扬。第21军的军部于1945年9月30日撤销。第21军在1957年9月在宾夕法尼亚州的印第安人镇军事峡谷保留地（英語：Indiantown Gap Military Reservation）再次恢复建制，在1970年6月再次撤销。